# Pabellón de Canadá (Epcot)
El Pabellón de Canadá es un pabellón de temática canadiense que forma parte del World Showcase en Epcot en Walt Disney World Resort en Florida. 
Está ubicado al lado del pabellón del Reino Unido.

## Disposición
El pabellón está diseñado para recordar a los huéspedes el aire libre de Canadá. Incluye un cañón, una cascada, jardines, una piscina con fuentes y tótems. Más adentro del pabellón, más allá de las rústicas cabañas de troncos, se diseñó una pequeña calle para representar las influencias y el patrimonio británico y francés a través de sus edificios, con el Hotel du Canada dominando el horizonte a la derecha y las cabañas inglesas adornando la izquierda. Una cabina telefónica de Gilbert-Scott se encuentra a un lado y, a menudo, hay una conexión directa en este teléfono con las cabinas en el pabellón del Reino Unido.
El pabellón se inauguró con 2 tótems indígenas de la costa noroeste, de hasta 9 metros de altura construidos con fibra de vidrio. Diseñados por Disney Imagineering, los íconos utilizados no representaban a ninguna nación específica, sino que intentaban capturar el espíritu de los pueblos indígenas de la costa oeste de Canadá. En 1998, el parque decidió agregar un tercero, esta vez utilizando madera para que fuera más auténtico. Fue tallado por el artista de Alaska David A. Boxley, en vivo frente a los invitados durante un período de 2 meses y se exhibió oficialmente en abril de 1998. El tercer tótem representa tres historias del "Cuervo" engañando al "Jefe del cielo" en la liberación de sol, luna y estrellas de un cofre. Luego, en 2017, Disney encargó a Boxley que creara dos postes más para reemplazar los originales de fibra de vidrio.
Los Jardines Victoria, que se encuentran junto al Hotel du Canada, están inspirados en los Jardines Butchart, cerca de Victoria, Columbia Británica.
La principal atracción es Canada: Far and Wide, una película de 360° de las ciudades, el paisaje y la gente de Canadá.
El principal establecimiento de comidas del pabellón, el restaurante Le Cellier Steakhouse, brinda servicio a la mesa. El interior es para dar la impresión de una bodega de vinos como sugiere su nombre. Las ofertas de comida incluyen mariscos y bistecs, junto con vinos y cervezas canadienses. Está ubicado en el edificio principal del pabellón, el Hotel du Canada, inspirado en el hotel Château Laurier en Ottawa.